# 新贵妃醉酒
《新贵妃醉酒》是李玉刚演唱的中国古风歌曲，由胡力作词及作曲，创作于2001年，后收录在2010年12月28日发行的同名专辑《新贵妃醉酒》中。这首歌以京剧“贵妃醉酒”为蓝本，配以现代流行音乐的旋律、唱法及编曲技巧，歌词具有中国古典文化内涵。这首歌是李玉刚的代表作之一。:116:197

## 背景
《新贵妃醉酒》由音乐人胡力创作于2001年。由于歌曲集古典、戏剧、流行于一身，比较特殊，因此他找不到合适的人演唱，歌曲被暂时搁置。2007年李玉刚由于参加《星光大道》而出名，胡力认为他气质独特，并有相应的演唱能力，便把这首歌交由李玉刚来演唱。:181

## 鉴赏
《新贵妃醉酒》的歌词按照谱曲旋律划分共16句，但作为具有完整语法意义的小句则共有19句。其在结构上可分为两段：第一段为叙事，采用流行歌曲的手法创作，由男声演唱；第二段采用了京剧的唱腔，由女声青衣演唱。:181-182这首歌的歌词带有古典色彩，语言诗词化，主要描写了杨玉环眼中的景物以及杨玉环的心理状态，给人栩栩如生的临场感。